# Адаптационен синдром
Адаптационен синдром – съвкупност от неспецифични реактивни явления у човека, превизвикани от въздействието на вредни фактори от вътрешната и външната среда. Биологичната цел е защита от увреждане и предотвратяване на болест. Терминът е въведен през 1950 г. от Ханс Селие, директор в Института в Монреал, Канада. Според него всяко въздействие (инфекция, отравяне, нараняване, студ, горещина, емоция) води до напрежение (стрес) и предизвиква функционални и материални промени — усилена продукция на хормони, умаляване на лимфните органи с промени в кръвната картина и др. Адаптационният синдром започва с алармена („бедствена“) реакция, минава в стадии на съпротива с всички сили на организма и ако не се преодолее, минава в стадий на изтощение и смърт или в „адаптационна болест“. Адаптационният синдром се свързва с усилена дейност на хипофизата и кората на надбъбрека.